# Перейра де Соуза, Лорран
Лорран Лукас Перейра де Соуза (порт. Lorran Lucas Pereira de Sousa; род. 4 июля 2006, Рио-де-Жанейро, Бразилия), или же просто Лорран (порт. Lorran) — бразильский футболист, атакующий полузащитник клуба «Фламенго».

## Клубная карьера
Воспитанник «Фламенго», Лорран дебютировал за основную команду клуба 13 января 2023 года в матче Лиги Кариока против «Аудакс Рио». 25 января 2023 года в матче против «Бангу» он забил свой первый гол в профессиональной карьере.

## Карьера в сборной
Выступал за сборную Бразилии до 16 и до 17 лет.

## Достижения
Сборная Бразилии (до 17 лет)
- Победитель чемпионата Южной Америки для игроков до 17 лет: 2023